# 양천현 홀기
양천현 홀기(陽川縣 笏記)는 서울특별시 강서구에 있는 조선시대의 홀기이다. 2009년 3월 5일 서울특별시의 문화재자료 제44호로 지정되었다.

## 지정 사유
이 책은 경기 양천현의 현령이 참여하는 각종 주요행사의 의식 절차를 적은 필사본으로, 홀기(笏記) 11종과 축문(祝文)․제문(祭文) 3종 등 총 14종의 문건을 1책으로 합첩한 것이다. 모두 13장의 종이를 철선(綴線)으로 묶었던 서책으로 각장은 서첩(書帖)처럼 도톰하게 배접되었다.
내용은 망궐례(望闕禮), 사직대제(社稷大祭), 성황제(城隍祭), 려제(癘祭), 알성례(謁聖禮)와 국상시(國喪時) 곡반례(哭班禮) 등으로 자세한 내용은 다음과 같다.
- 삭망 궐례홀기(朔望 闕禮笏記)
- 삭망 분향홀기(朔望 焚香笏記)
- 동지정조 궐례홀기(冬至正朝 闕禮笏記)
- 신관도임시 궐례홀기(新官到任時 闕禮笏記)
- 알성홀기(謁聖笏記)
- 곡반홀기(哭班笏記)
- 삭망곡반홀기(朔望 哭班笏記)
- 사문홀기(赦文笏記)
- 사직대제홀기와 축문식(社稷大祭笏記와 祝文式)
- 성황제홀기와 발고제축문식(城隍祭笏記와 發告祭祝文式)
- 여제홀기와 여제제문식(厲祭笏記와 厲祭祭文式)

이 홀기의 조성연대는 사직대제와 성황제의 축문식에 ‘縣社之神’,‘縣稷之神’, 縣城隍之神’이라는 내용으로 추정컨대, 조선시대 지방행정조직이 현(縣)에서 군(郡)으로 개편된 것이 갑오경장 이후인 1895년 5월(칙령 제98호)이라는 점과, 유물의 현존 상태를 감안하면, 늦어도 19세기 이전에 필서하여 양천현에서 사용하던 것임을 알 수 있다.
이 홀기는 조선시대 지방관아의 주요 행사의 의식절차에 대해서 잘 살펴볼 수 자료이며, 서울지역에 현존하는 사례로서는 희귀하다는 점에서 서울시 문화재자료로 지정한다.

## 참고 자료
- 양천현 홀기 - 국가유산청 국가유산포털